# Kvarnsjön (Vårdinge socken, Södermanland)
Kvarnsjön är en sjö i Södertälje kommun i Södermanland och ingår i Trosaåns huvudavrinningsområde. Sjön har en area på 0,125 kvadratkilometer och ligger 40,6 meter över havet.

## Delavrinningsområde
Kvarnsjön ingår i det delavrinningsområde (655537-158897) som SMHI kallar för Mynnar i Sjundasjön. Medelhöjden är 58 meter över havet och ytan är 3,51 kvadratkilometer. Det finns ett avrinningsområde uppströms, och räknas det in blir den ackumulerade arean 5,03 kvadratkilometer. Vattendraget som avvattnar avrinningsområdet har biflödesordning 4, vilket innebär att vattnet flödar genom totalt 4 vattendrag innan det når havet efter 33 kilometer. Avrinningsområdet består mestadels av skog (76 procent). Avrinningsområdet har 1,62 kvadratkilometer vattenytor vilket ger det en sjöprocent på 12 procent.